# Homalium henriquesii
Homalium henriquesii är en videväxtart som beskrevs av Ernest Friedrich Gilg. Homalium henriquesii ingår i släktet Homalium och familjen videväxter. Inga underarter finns listade i Catalogue of Life.